# La Cieneguilla, Santiago Tenango
La Cieneguilla är en ort i Mexiko.   Den ligger i kommunen Santiago Tenango och delstaten Oaxaca, i den sydöstra delen av landet, 300 km sydost om huvudstaden Mexico City. La Cieneguilla ligger 2 038 meter över havet och antalet invånare är 216.
Terrängen runt La Cieneguilla är kuperad. Runt La Cieneguilla är det mycket glesbefolkat, med 7 invånare per kvadratkilometer. Närmaste större samhälle är San Francisco Telixtlahuaca, 9,4 km öster om La Cieneguilla. I omgivningarna runt La Cieneguilla växer huvudsakligen savannskog.